# Prosoeca saxea
Prosoeca saxea är en tvåvingeart som beskrevs av Mikhail B. Mostovski och Martinez-delclos 2000. Prosoeca saxea ingår i släktet Prosoeca och familjen Nemestrinidae.
Artens utbredningsområde är Spanien. Inga underarter finns listade i Catalogue of Life.